# Vertikala
Vertikala je daljša rekreacijska pot v Avtonomni deželi Furlaniji - Julijski krajini. Pot teče od tromeje pri Trbižu do Trsta in povezuje vse kraje, kjer živijo avtohtoni Slovenci v Italiji. Planinsko pot so uradno otvorili člani SPDT 5. oktobra 1975.